# Antiga catedral St. Patrick (Nova York)
L'antiga catedral St. Patrick, (en anglès Saint Patrick's Old Cathedral o Old St. Patrick's), està situada al 260-264 de Mulberry Street, entre Prince i Houston Street, a Manhattan a la ciutat de New York. Va ser la seu de l'Arxidiòcesi de Nova York, abans de l'obertura de l'actual Catedral St. Patrick el 1879.
A l'Old St. Patrick's, com se l'anomena de manera comuna, s'hi va posar la primera pedra el 8 de juny de 1809. La seva concepció és obra de l'arquitecte Joseph-Francois Mangin, que havia realitzat també els plànols de l'Ajuntament de New York (New York City Hall). Construïda en sis anys, va ser consagrada el 14 de maig de 1815. Fa 36 metres de longitud per 24 d'ample, amb una alçada sota la volta de 26m. Malmesa per un incendi el 1866, va ser restaurada, tot i tot que la nova catedral ja era en construcció, i va reobrir el 1868. D'ençà 1879, ha estat degradada al rang de senzilla església parroquial, avui multi-ètnica, sobretot amb una forta presència asiàtica (l'església és a prop de Chinatown). El 1999, s'hi va celebrar una missa en memòria de John F. Kennedy, Jr., mort en accident d'avió.